# Île do Xavier
L'Île do Xavier se situe dans l'océan Atlantique, sur le littoral sud du Brésil, au large de l'île de Santa Catarina, face à praia Mole. Elle fait partie de la municipalité de Florianópolis.
Encore intacte et couverte de forêt native, elle abrite de nombreux oiseaux. Elle est principalement fréquentée par les plongeurs et les pêcheurs.